# 教練學
教練學或教练指导是一種訓練或發展的技術，指導者被稱為「教練」，協助學習者達成特殊的個人或專業目標。該學習者有時候又被稱為「受教練人」（Coachee）。有時，「教練」也可被認為是一段兩人間非正式的關係，其中一人較另一人有經驗與專業，從而提供另一人諮詢與指導，而使其可以學習的關係；但教練不同於開導（Mentoring），教練只專注於聚焦在特定的技能上，而開導會重於全面的發展或更普遍的目標。

## 起源
教練「Coaching」這個字第一次被用來指教學者或訓練者是在1830年牛津大學所採用對於導師的俚語，指導師「carried」學生讓他們通過考試。此後，教練一字被用於描述一個讓人們「轉移」到他們想要的地方/狀態的動作，而最早用於運動的時間點則是1861年。 從歷史上的演變來看，教練受到其他許多教學領域的影響，包括有個人發展、成人教育、心理學（運動、臨床、發展、組織、社會、工業等），以及其他組織或領導理論及實踐的融合 。自1990年代中期起，教練開始發展成為一個更加獨立的學科，也擁有專業的機構例如教練協會（AC）、國際教練聯盟（ICF）、歐洲教練與導師委員會（ECMC）等，協助發展完整的訓練課程。
Janet Harvey是ICF的會長，其曾於紐約時報的文章中被提及有關於生涯教練的擴展，她表示，教練可追跡至1970年代早期的人類潛能發展技術以及Werner Erhard的「EST訓練」（Erhard Seminars Training），這是當時很流行的一個自我鼓勵的工作坊，可說是引領了70年代及80年代早期的風潮。Thomas J. Leonard創立的「Coach U」、「ICF」、「Coachville」以及「International Association of Coaches」在1980年代就大多是EST的成員在參加。
運動上，教練的技術先驅則是Timothy Gallwey，早在其之前，運動教練是純粹基於運動技能學習與經驗傳授在運作的。而其他領域則例如高階主管教練、生活教練、情緒智商教練以及財經教練等。在教練的過程中，來自於神經科學與心理學領域的知識被廣泛運用，但教練的談話則往往被認為更是一種藝術及心靈/精神/性靈的聆聽。

## 應用
專業的教練會使用一系列的溝通技巧(例如目標重述、積極聆聽、提問、澄清等)以幫助客戶轉移原有的觀點並從而發現不同的解決方法，來實現自己的目標。這些技巧是在任何教練領域都共通的，而在這個觀點上來說，教練是一個「超越專業（meta-profession）」，可以適用於支持客戶各種方面的努力，從個人、專業、運動、社會、家庭、政治、到精神層面等。目前，教練有許多種定義存在，也有各種類型的管理與訓練風格。雖然如此，各種不同類型的教練間的定義是有重疊性存在的。

### 企業/高階主管教練
企業教練是個人或人力資源開發的一種形式。他們對個人或團體提供正面的支持、回饋以及建議，以改善他們在企業內的個人效能。企業教練也被稱為高階主管教練、團體教練以及領導教練。教練協助客戶透過設定特定的專業目標已向前邁進，其議題可以包括有轉職、人際與專業溝通、績效管理、組織效能、管理職涯及個人成長、推動執行發展、增強策略思考、有效的處理衝突、以及在組織內建立一個有效率的團隊等。如工業組織心理學家就是高階主管教練的一種。教練並不受限於非得要是外部專家或提供者來做，有許多組織都希望他們的中階與高階領導者能夠對其成員採用團體教練，以達到更高的績效目標、增加工作滿意度、個人成長、以及職涯發展。研究顯示，高階主管教練對於提升工作績效有相當良好的效果。
在某些國家，要擔任企業或高階主管教練並不需要認證或許可證，也不一定要成為教練組織的一員，此外，教練培訓的標準與方法在不同的教練組織間也有相當大的差異，有許多企業教練會稱自己是「顧問」(Consultant)，參與比教練更廣泛的業務範圍。

### 職涯教練
職涯教練的重點圍繞在職業相關的議題上，跟職涯諮商有相似之處。職涯教練並不會與生命教練（Life coaching）有所混淆，因為生命教練更著眼於個人的發展。職涯教練也常被說是職涯指導。

### 基督徒教練
基督徒教練在正式的宗教組織與教會中較為常見，他們不是牧師或輔導員（當然他們也可以擁有這些資格），不一定要受過特定於聖經而處理特定教練目標的專業訓練。雖然有培訓機構存在，但目前尚無一個統一的基督徒教練管理機構。有些培訓計畫納入了知名暢銷的基督徒作家、領袖或牧師，有不少人以發展了自己的基督徒教練培訓計畫。

### 財務教練
財務教練是教練的一個新興形式，其工作為協助客戶克服他們的困境以達到特定的、客戶自己設定的財經目標。通常，財務教練是一對一的夥伴關係，致力於提供客戶支持鼓勵以讓客戶執行並達成他們的財務規劃。財務教練有時又稱為金融教練，側重於協助客戶重整財務狀況並降低債務、減少支出、發展儲蓄習慣、以及發展財務管理紀律。相反的，「財務顧問」（financial adviser）一詞則是泛指傳統上提供客戶以金融商品或服務的廣泛職業，雖然，早期的研究會把財務教練與改善客戶的某些指標連結起來，但在建立這樣的因果關係之前，仍需要進行更嚴謹的研究與分析。

### 健康教練
健康教練正被認為是一個協助個人「管理」其疾病與症狀的新興職業，尤其是針對慢性病。健康教練會運用特殊的技術、個人經驗、專業知識以及鼓勵去協助客戶建立其行為的改變，同時著眼於降低健康風險與醫療負擔。國際健康教練協會（NSHC）將健康教練(Health coach)與保健教練（Wellness coach）做了定義區分，根據NSHC的分類，健康教練是持有「可以指引患有急性或慢性病和/或中度到高度的健康風險的人」，而保健教練則是對「其他健康但期望去維持或更進一步提升整體健康者」指南與鼓勵的人。

### 家庭作業教練
家庭作業教練主要是協助學生去取得可以提高學習成效的技能，這種做法不同於傳統的導師，導師的目的通常是去提升學生在特定學科的成績。

### 生命教練
生命教練借鑒各種工具、技術與其他學科例如社會學、心理學、神經科學、正向成人發展及職涯諮商等，以協助個人找到並達成個人目標。專業的生命教練是有學位的，他們可能擁有心理諮商、催眠、夢境分析、占卜、行銷、神經語言程式學（NLP）、審計等與提供指導有相關的學位，但生命教練倒不一定是治療師、諮詢師、運動指導員或醫療保健提供者，心理介入與業務分析則可能含括在一些教練的工作範圍內。

### 注意力不足過動症教練
ADHD教練的概念，最初於1994年由心理學家Edward M. Hallowell與John J. Ratey於其著作「Driven to Distraction」中提到。ADHD教練是生命教練（Life coaching）的特化分支，特別針對協助患有注意力不足過動症的人而設計，ADHD教練的目標是要降低行為功能障礙所帶來的影響，這是患有ADHD的人的典型障礙。教練會與客戶合作，幫助他們做更佳的時間管理、組織、目標設定並達成目標。除了幫客戶了解ADHD對他們生活的影響之外，教練也能幫助客戶找到「變通」的策略，以面對特定的挑戰，確立並運用個人優勢。ADHD教練也協助客戶更能掌握他們的合理期待與觀點，因為患有ADHD的人常常會讓人覺得他們的「大腦接線」會需要來自於外部的回饋，才能讓他們準確的認知到自己的潛力。
不同於心理學家或心理治療師，ADHD教練並不提供任何直接治療或治療方式：他們的重點僅在於ADHD患者的日常功能與行為上，ADHD教練的最終目標，是協助客戶發展出一套「內心教練」，也就是一套自我規範與反思的規劃技能，以面對日常生活的挑戰，2010年，韋恩州立大學曾針對110位患有ADHD的學生進行教練介入的成效評估，研究團隊最後結論指出，教練是「能高度有效的協助這些學生提高行動功能以及”學習策略量表（LASSI）”之分數，然而，並非每個患有ADHD的人都需要教練，也不是每個患者都能受益於教練輔導。

### 人際關係教練
人際關係教練是一種用於發展個人與商業夥伴關係的教練。

### 運動教練
在體育運動上，教練是監督者與指導者，包括有給予指示、指導與培訓選手並維護他們在訓練期間的安全等，通常會跟著個人運動員或運動隊伍一起行動。這類型的教練會參與運動的各個過程，包括有生理與心理的發展。運動教練訓練他們的運動員來成為更棒的選手，這也包括有對於比賽的心理強度的建設。通常，運動教練會被認為應該要對其指導的運動有深刻的了解及豐富的經驗與知識，他們的任務是盡可能多傳遞該方面的知識與經驗給運動員。而在比賽過程中，則會需要使用到戰術與策略的運用，甚至會是團隊合作的。有很多運動教練會以自己的規則來做，但都被期待可以提供一個不需要依賴藥物的環境、扮演模範的角色。他們也常常會出現在體育賽事上，例如球探。

## 教練倫理與標準
自1990年起，專業的教練機構如教練協會（Association for Coaching）、國際教練協會（International Association for Coaching）、國際教練聯盟（International Coach Federation）、國際NLP教練協會（International NLP Coach Association）、以及歐洲教練與導師協會（European Coaching and Mentoring Council）就致力於發展訓練標準，心理學家Jonathan Passmore於2016年時指出：
雖然教練已被認知為一種介入輔導，但遺憾的是，還沒有被廣泛接受的標準或證照制度，各專業機構各自致力於發展自身的標準，卻缺乏監督管理機制以約束那些自稱是教練的人。[…]教練到底是一個需要有監督管理的職業，或者只是一套需要訂出標準的專業技術，這仍是一個爭辯已久的議題。
教練領域的一個挑戰是維持專業化、標準化與道德的水準，為此，許多教練機構與組織對其成員會進行道德標準規範，要求他們依照規範與準則來進行教練，以保障被教練者的權益，然而，由於這些機構並未受到統一的管制，而且教練並不一定非得要隸屬於哪個教練機構下，使得其道德、標準都有很大的差異。於2016年2月，教練協會與歐洲教練與導師協會對整個教練產業、個人、機構、以及組織提出了「全球倫理準則」，並廣邀各界共同簽署響應。

## 批評
有些批評者認為生命教練很類似於心理治療，但又不受限制、監督、管理，也沒有建立相關的道德規範，以美國來說，並沒有任何的州有規範或要求這些教練必須持有執照，而正因為缺乏監督與管理，大多數生命教練及健康教練都未接受過正式的訓練或認證。
隨著教練的日益普及，許多大專院校現在有提供由國際教練聯合會（ICF）所認證的教練培訓課程，有些課程可在幾天的培訓後提供生命教練認證，但是，根據ICF指出，如果他們想要獲取ICF的教練證照，這些課程仍不被視為是完整的教練訓練，ICF所認證的「完整訓練」需要進行最少125小時的列席課程、10小時的導師教練輔導，以及通過檢定考試，相較於其他類似的職業，這樣的時數規範是相當少的，例如，加州的心理諮詢師執照就需要至少3000小時的、有專業人士監督下的實習與執業經驗。然而，以ICF為例，其「大師認證教練（Master Certified Coach）」之認證要求亦高達2500小時的教練時數（含至少2250小時、至少35人的付費客戶），而次階的「專業認證教練（Professional Certified Coach）」與「初階認證教練（Associate Certified Coach）」則有相對較低的門檻，其他相類機構亦有類似之規定，有些教練也會同時持有認證教練執照以及臨床心理師的執照，以整合教練與心理諮商。